# Paedophryne kathismaphlox
Paedophryne kathismaphlox – gatunek płaza bezogonowego z rodziny wąskopyskowatych (Microhylidae). Występuje na Nowej Gwinei, w części wyspy należącej do Papui-Nowej Gwinei. Został odkryty w lutym 2003 i formalnie opisany w czerwcu 2010. Należy do grona najmniejszych na świecie znanych kręgowców. Jest krytycznie zagrożony wyginięciem.

## Historia odkrycia
P. kathismaphlox został odkryty w lutym 2003 roku przez lokalnych mieszkańców Papui-Nowej Gwinei na północno-wschodnim zboczu góry Simpson w prowincji Milne Bay na wysokości 2170 m n.p.m. Żabę formalnie opisał w czerwcu 2010 roku na łamach czasopisma „ZooKeys” zoolog z Bishop Museum na Hawajach Edward „Fred” Kraus. Epitet gatunkowy zwierzęcia pochodzi od dwóch słów: (gr.) καθισμα kathisma – zad, oraz (gr.) φλόξ phlox – płomyk i nawiązuje do pomarańczowo-podpalanego ubarwienia tylnej części ciała żaby.

## Charakterystyka
P. kathismaphlox należy do najmniejszych żab świata, ale i najmniejszych znanych kręgowców. Samiec osiąga około 10,1 mm, zaś samica 10,4–10,9 mm długości. Tytuł „najmniejszej żaby świata” należy do przedstawiciela siostrzanego taksonu Paedophryne amauensis, odkrytego w 2009 roku. P. kathismaphlox żywi się małymi bezkręgowcami. Męskie osobniki wydają dźwięki o wysokiej częstotliwości.

## Rozmieszczenie geograficzne
Występowanie P. kathismaphlox jest ograniczone do miejsca odkrycia gatunku: północno-wschodniego zbocza góry Simpson w prowincji Milne Bay w Papui-Nowej Gwinei.